# حي العالم الجليل
حي العالَم الجليل (بالإنجليزية: Hylotelephium spectabile)‏ نوع نباتي يتبع جنس حي العالم في الفصيلة المخلدية من طائفة ثنائيات الفلقة. أصبح مؤخراً يصنف ضمن جنس آخر هو (باللاتينية: Hylotelephium) ضمن نفس الفصيلة. يعد من نباتات الزينة التي تزرع في الحديقة.

## الوصف النباتي
النبات معمر تموت أجزاؤه الخضرية في الشتاء ويعاود النمو في الربيع. نوراته زهرية اللون.

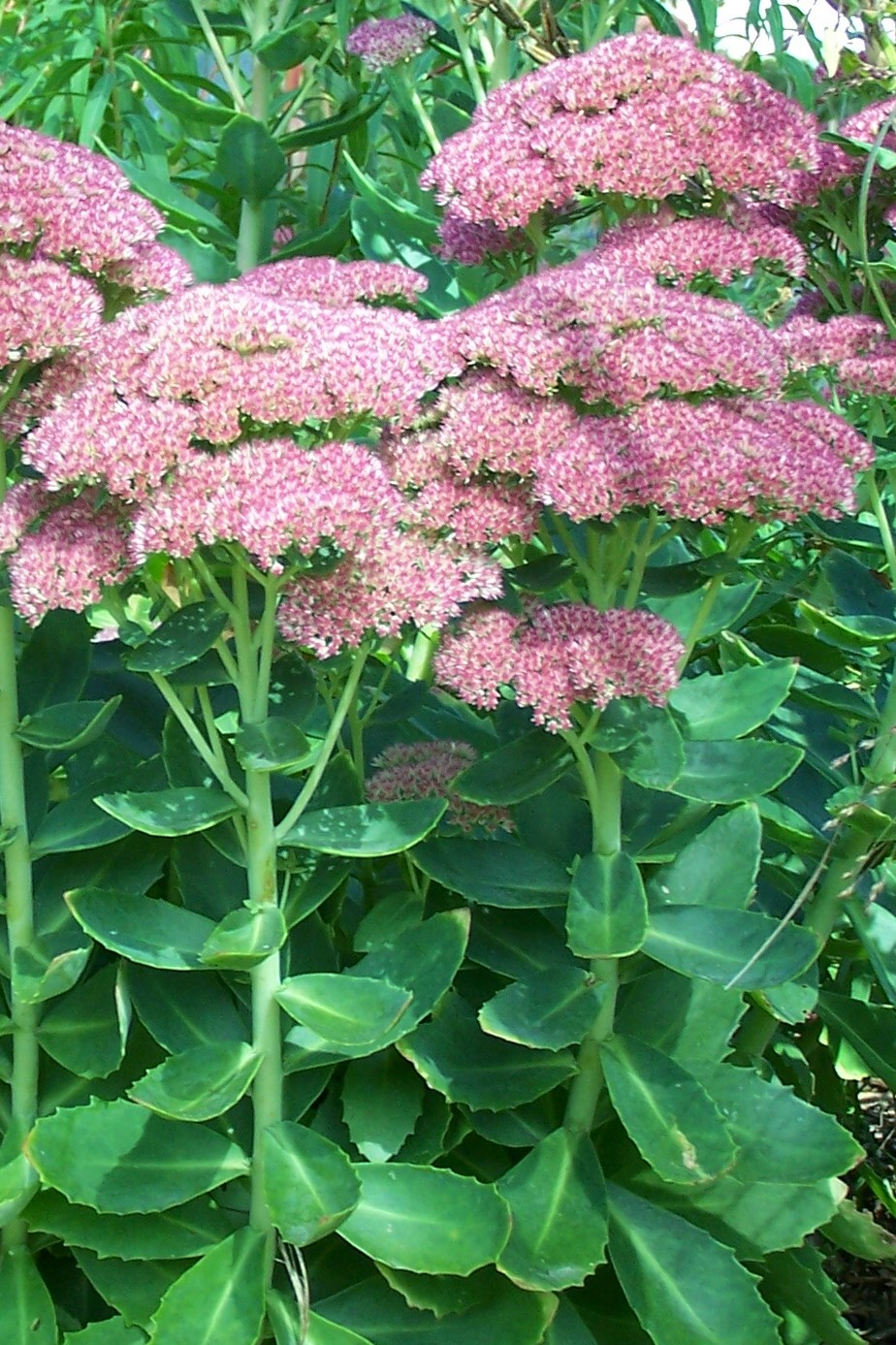
نبات حي العالم الجليل

نبات حي العالم الجليل قبل تفتح النورات